# 1876 aux échecs
| Années des échecs : 1873 - 1874 - 1875 - 1876 - 1877 - 1878 - 1879    |
| Décennies des échecs : 1840 - 1850 - 1860 - 1870 - 1880 - 1890 - 1900 |

Cet article présente les faits marquants de l'année 1876 aux échecs.

## Championnats nationaux
- Empire allemand, MDSB : Adolf Andersen remporte le championnat de la MDSB
- Empire allemand, WDSB : Wilfried Paulsen remporte le championnat de la WDSB[Note 1].
- Canada : Edward Sanderson remporte le championnat[1].
- États-Unis :  George Mackenzie remporte la quatrième édition du Congrès américain des échecs [2],[3] par acclamation[Note 2].

## Divers
- Dissolution du premier club d’échecs formé à Manchester en 1817.

## Naissances
- Stepan Levitski

## Nécrologie
- 17 mai : Carl Hamppe
- 20 juillet : Johann Löwenthal
- 1er décembre : Josef Kling